# Black Storm
Black Storm es una serie de televisión de drama, acción y misterio que trata de seis personajes principales: Stanley Ahen, Mary Pink, Carl López, Adri Answer, Lenni Ahen y el investigador Pont. La serie cuenta unos sucesos extraños que de algún modo quedan en relación con ellos, como asesinatos, vandalismo, peleas. Investigan junto a su mentor, el agente Pont (nombre secreto, aunque en un episodio dice llamarse Mack Laurien).
La mayoría de los sucesos vienen en un reporte llamado Storm. El policía y agente Alex casi siempre quiere mostrar su culpabilidad y lo anota en ese registro, solo que cuando es resuelto, el caso es cerrado y pasa al Black Storm, un archivero secreto de Pont que sólo él, los agentes y los muchachos tienen información.

## Episodios

### Temporada 1
- Reporte Storm, parte I: El primer episodio, después de darnos una breve introducción con cada uno de los personajes, el caso de un accidente a un joven que en una nota dice querer a la novia de Stan, el joven es atropellado y el agente Alex encierra a Stan en una prisión para tratar de convencer a los testigos que él fue el culpable.

- Reporte Storm, parte II: El agente Pont descubre indicios de que Stan estuvo en una fiesta, Stan ayudado de Pont y sus amigos es liberado y se crea el Black Storm.

- Control: Un carro es robado, se cree que el auto es de Pont, aquí se presenta un enemigo, Later; un contacto secreto de Alex que suministra información falsa, parece que este personaje es listo porque cada cosa fuera de lo común en el caso lo relaciona con el pasado de los chicos y así puede inculparlos.

- Mapa: Un relojero descubre un mapa antiguo, pero el mapa es uno falso hecho por Later que lleva a una trampa. El relojero es pariente de Carl y por eso éste trata de luchar contra su incmpetencia.

- Bye Amigo: Un amigo de Adri es asesinado por una pandilla. Como la pandilla parece dejar 6 firmas, Later y Alex las usan para inculpar a los chicos. Adri lo resuelve con ayuda de Stan.

- Evacuación: Lenn se encuentra en una fiesta cuando en esta llegan unos mercenarios buscando a un tal Jeffrey, pero no aparece y dan tiempo para que salga o empezarán a matar gente, Lenni debe descubrir cómo interceptar con Pont. Aquí se muestra un nuevo enemigo, Kans, el mercenario jefe y su pandilla.

- Surfer: Pont organiza una fiesta en la playa y ahí van los 6 protagonistas, lo malo es que Later ha puesto una bomba en un camión de gasolina que va pasar por ahí. Un contacto secreto se da cuenta de esto y le avisa a Stanley.

- Imaginación: Alex avisa a Pont que va a suicidarse y de pérdida matar 2 pájaros de un tiro, destruyendo una reserva de cafeína; Pont no quiere perder una vida así que con una camioneta se va a buscarlo, hallando pistas persiguiendo a refuerzos que van por el.

- Antes de la masacre, parte I: Later ha enloquecido y puesto una bomba en un camión de pasajeros, Alex le avisa a Pont ayudándolos intentan detenerlo. En este episodio Alex se vuelve un compañero de los demás.

- Antes de la masacre, parte II: Later es casi detenido cuando él, ayudado por Kans y su pandilla, entra con el camión a un barco. Ahí manda señales a un canal (cameo donde se pasa por Planet 01) para decir que si no se arresta a los chicos y se queman los archivos de Pont, explotará todo provocando una masacre. Al final todos entran y en una pelea, consiguen encontrar a Later, quien es el joven que fue atropellado en el primer episodio, pensando que ellos lo hicieron, al final Alex y Lenni salen heridos, arrestan a la pandilla de Kans, pero éste se escapa.

### Temporada 2
- Plantación: Kans llega y ayuda a escapar a Later antes de ser ejecutado, juntos roban en una tienda dejando una credencial falsa diciendo que es el agente Alex. Encierran al agente.

- Cámara de gas: Kans trata de recuperar a sus compañeros antes de ser ejecutados, la prisión entra en caos, Pont es atrapado y los demás 5 van ayudarlo. Lo malo es que la prisión está en caos y los policías están capturando todo lo que pase. Al final Pont escapa pero Lenni es encerrado en prisión.

- Pont y su verdadero nombre: Este episodio trata sobre como Pont se hizo en agente y como tenía un compañero llamado Gary, el episodio es sobre un flashback.

- Ooooo mi atención: Adri y Stan se vuelven novios, cuando el agente Alex sale de la prisión y es rebajado a policía, cuando Kans ataca una prisión donde se encuentra recluido Lenni, y es mandado unos marines para exterminar a la pandilla. Lenni se queda inocente y los marines lo dejan ir.

- Lucha en la noche: Lenni queda en una ciudad y necesita dinero, entra a un club de lucha y parece ser el campeón hasta que tiene que enfrentarse con un guardia de la cárcel que lo conocían como "Sledgehammer".

- Drástico, parte I: El archivero de Alex y Pont es robado, unos informes falsos de Later llegan a la armada y estos se dejan ir en contra de los 6 protagonistas; aquí se conoce un nuevo enemigo, porque es la mente detrás de Later, o también, una doble personalidad.

- Drástico, parte II: Stan y Adri deciden tomar papeles drásticos y escapar ante la presencia de alguien buscándolos, en la huida casi son atrapados cuando Carl los ayuda a escapar en una camioneta.

- Drástico, parte III: Carl es interceptado por un helicóptero, Pont va con su mayor a decir que las pistas son falsas cuando mandan arrestar a Pont también; Alex decide ayudarlos y viaja en su carro para encontrar a Carlos (Carl), Carlos los deja con Alex mientras es perseguido y arrestado.

- Drástico, parte IV: Alex los deja en una cabaña de su propiedad, de ahí va a buscar a Lenni, quien es perseguido por un escuadrón. Mary es encontrada en el camino.

- Drástico, parte V: Stan y Adri quieren ser pareja, así que deciden casarse; Alex llega con los demás, Pont se ve que se le da la tarea de ir a un país africano como misión de agente. Llegando ahí, Pont se hace un doble agente, al final se ve que un padre los casa en la cabaña y la última escena es Stan poniéndole el anillo y dándole el beso.

## Recibimiento
La serie fue bien recibida por la crítica por ser una idea original. Los tráileres o comerciales mostraban acción y misterio, casos que serían resueltos si no los chicos serían encerrados, 6 protagonistas.
La nueva temporada se ha retrasado ya que son 2 temporadas extras que fueron realizadas en diferentes países. También se muestra una apariencia más vieja de cada uno.

## Opiniones
Ha habido muchas opiniones, al igual positivas que negativas. La mayoría de los jóvenes se divierten con esta serie gracias a las aventuras de estos.
Buenas:
Una serie original que muestra los problemas de los jóvenes de forma enigmática. También porque desestresa a los jóvenes y siempre tiene un suspenso que le hace observar qué pasará.
Malas:
Decisiones precipitadas según algunos críticos, por qué la serie nos deja preguntándolos que pasaría por casi un año y nunca dio aviso de que seguiría. Tener pocos episodios en una serie de gran éxito y falsamente, plagio.

### Posible videojuego
Este rumor habla de un videojuego sobre este programa. Sería sobre lo que ha pasado en historias alternativas, además de que puede crear un caso y resolverlo.
- Datos: Q5729599